# Sanggal-dong
Sanggal-dong (koreanska: 상갈동) är en stadsdel i staden Yongin i provinsen Gyeonggi, i den nordvästra delen av Sydkorea, 35 km söder om huvudstaden Seoul. Den ligger i stadsdistriktet Giheung-gu.